# Трън (община)
Вижте пояснителната страница за други значения на Трън.
Община Трън е в състава на област Перник, Западна България.

## География

### Положение, големина
Общината е разположена в северозападната част на област Перник. Тя е част от историко-географската област Краище. С площта си от 573,46 km2 е най-голямата сред 6-те общините на областта, което съставлява 23,95% от територията на областта. Границите ѝ са следните:
- на югоизток – община Брезник и община Земен;
- на юг – община Трекляно, област Кюстендил;
- на запад и север – Република Сърбия;
- на североизток – община Драгоман, Софийска област.

Към настоящия момент Община Трън се определя като изостанал граничен и планински регион, но с естествени предпоставки за развитие на туризма. Разположена е сред уникално красива и чиста природна среда, с множество културно-исторически и религиозни паметници, природни богатства, които тепърва ще бъдат разработвани в интерес на икономическото процъфтяване на общината. Има дадености и предпоставки да се превърне в привлекателна туристическа дестинация, което да привлече инвеститорски интерес и да създаде заетост на местните хора.

### Природни ресурси

#### Релеф
Релефът на община Трън представлява пъстра мозайка от ниски и средновисоки планини, хълмисти области и котловинни дъна. В северната част на общината, по долината на река Ерма е разположена високата 700 – 800 m Трънска котловина с площ от 55 km2, дължина около 20 km и ширина 3 – 4 km. Тя е известна и като историко-географска област Знеполе. От север, изток и юг котловината е оградена от шест ниски и средновисоки планини, спадащи към т.нар. Руйско-Верилска планинска редица. На север от котловината до границата с Република Сърбия са разположени южните склонове на Милославска планина (връх Голема Рудина, 1485 m, на граничната бразда, северозападно от село Слишовци) и Руй планина с едноименния си връх (1706 m), издигащ се на границата, северно от село Зелениград. От изток котловината се затваря от малката и ниска Ездимирска планина с Големи връх (1219 m), намиращ се източно от село Ездимирци. Южно от котловината се простират от изток на запад три ниски планини: Люляк планина (Люцкан планина) (северен дял на Ерулска планина) с връх Люляк 1324 m, разположен северно от село Ерул. На запад от нея е по-ниската Лешниковска планина с връх Златарица (1085,5 m), издигащ се на запад от село Студен извор. Най-на запад, по границата със Сърбия се простират източните склонове на Боховска планина, която загражда от югозапад Трънската котловина. Нейната най-висока точка връх Въргаивица (1393 m) се намира на граничната бразда, западно от село Горна Мелна.
Южно от тези 3 планини в пределите на община Трън попадат изцяло или частично още 5 планини, също част от Руйско-Верилската планинска редица. Най на запад, по границата със Сърбия и южно от Боховска планина се простират източните склонове на планината Кървав камък. В нея западно от село Долна Мелна, на граничната бразда се извисява най-високият ѝ връх Било (1737 m), който е най-висок връх на община Трън и в българската част от историко-географска област Краище. На югоизток от нея, на територията на общината се простират крайните северни разклонения на Пенкьовска планина (връх Буйна чука, 1185 m, западно от село Лева река). Северно от Пенкьовска планина, североизточно от планината Кървав камък, югоизточно от Боховска планина и южно от Лешниковска планина, в пределите на община Трън изцяло попада Еловишка планина. Нейната най-висока точка връх Плоча (1329 m) се издига западно от село Горочевци. Югоизточна от нея и източно от Пенкьовска планина на територията на общината се простират западните и северни части на Ерулска планина с връх Кръст (1404 m), издигащ се източно от село Видрар.
В югоизточната част на общината, между река Ябланица (десен приток на Ерма) на североизток и левият ѝ приток Велиновска река се простират северните разклонения на планината Стража (Парамунска планина), която също принадлежи към Руйско-Верилска планинска редица. Нейният най-висок връх Стража (Големи връх, 1389 m) се издига югозападно от село Парамун.
Източната част на община Трън, на североизток от дълбоката долина на река Ябланица се заема от простиращите се от югоизток на северозапад ридове на други две планини, които принадлежат към Завалско-Планската планинска редица. Първата от тях, на югоизток, е ниската Завалска планина (в пределите на общината попадат близо 2/3 от територията ѝ) с връх Китка (1181 m), разположен североизточно от село Мракетинци. На северозапад от нея, в пределите на община Трън, попадат крайните югоизточни части на Гребен планина (9/10 от планината е в Сърбия). Нейната най-висока точка на българска територия е връх Голеш (1156,5 m), издигащ се на граничната бразда северозападно от село Врабча.

#### Води
Територията на община Трън принадлежи към двата основни водосборни басейна на България – Беломорския и Черноморския. През южната ѝ част преминава участък от главния вододел на България. В пределите на общината той започва от границата ни със Сърбия при връх Огорелица (1318 m) в планината Кървав камък и се насочва на югоизток. Източно от село Горна Мелна завива на изток, преминава през седловината Вълча поляна (1105 m, отделя Пенкьовска от Еловишка планина) и се изкачва на югоизток до връх Плоча (1329 m), най-високата точка на Еловишка планина. От върха вододелът продължава на изток, североизточно от село Горочевци слиза до седловината Пътни дел (1025 m, отделя Еловишка от Ерулска планина), изкачва се по западния склон на Ерулска планина до кота 1299 m, завива на юг до връх Остра чука (1364 m) и напуска пределите на общината.
Около 80 % от територията на община Трън принадлежи към черноморския водосборен басейн. Тук основна водна артерия е рака Ерма (ляв приток на река Нишава). При село Стрезимировци реката навлиза в българска територия от Сърбия и протича по цялото протежение на Трънската котловина от запад на изток. В град Трън, завива на север, преминава през удивителното Трънско ждрело и отново навлиза в Сърбия. Дължината ѝ в България е 25 km. В Трънската котловина в нея отляво и отдясно се вливат малки и къси реки (най-голяма Лешниковска река – десен), водещи началото си от съседните планини. Преди да напусне пределите на България в река Ерма отдясно се влива най-големият ѝ приток река Ябланица. Тя протича с почти цялото си течение (25 km) през територията на община Трън в дълбока долина от югоизток на северозапад между планините Завалска и Гребен на североизток, Стража, Ездимирска и Руй на югозапад и запад. При устието на река Ябланица в Ерма, на границата със Сърбия се намира най-ниската точка на община Трън – 612 m н.в.
Останалите около 20% от територията на община Трън принадлежат към Беломорския водосборен басейн. Тук протичат най-горното течение на Треклянска река (десен приток на Струма) и най-горните течения на двата ѝ основни притока – Пенкьовска река (ляв) и Бъзовичка река (десен).

### Забележителности
- пещера Царева църква
- Ждрело на р. Ерма
- Ябланишко ждрело
- Погановско ждрело
- Врабчански водопад

В късноплейстоценски отложения в пещерата Царева църква край с. Зелениград палеоорнитологът проф. Златозар Боев е установил останки от 4 вида съвременни птици – сокол орко (Falco subbuteo), пъдпъдък (Coturnix coturnix), чавка (Corvus monedula) и жълтоклюна гарга (Pyrrhocorax graculus). В пластове с подобна възраст във Филиповската (Мисловщишката) пещера е намерил кости от над 30 вида, 4 от които са изчезнали от пределите на страната – снежна яребица (Lagopus lagopus), тетрев (Tetrao tetrix), червеноклюна гарга (Pyrrhocorax pyrrhocorax) и колхидски фазан (див) (Phasianus colchicus). Други видове в пещерата: керкенез (Falco tinnunculus), пъдпъдък, яребица (Perdix perdix), кукумявка (Athene noctua), червенушка (Pyrrhula pyrrhula), горска зидарка (Sitta europeae), селска лястовица (Hirundo rustica), червеногръдка (Erithacus rubecula), сврака (Pica pica) и др. В холоценските пластове в Зелениградската пещера са намерени находки от 6 вида птици – бухал (Bubo bubo), жълтоклюна гарга, чавка, керкенез и полска яребица. От холоценските останки от птици от Филиповската пещера по-интересни са тези на скален гълъб (Columba livia), червенокръста лястовица (Hirundo daurica), сойка (Garrulus glandarius), кос(Turdus merula) и др.

## Население

### Етнически състав (2011)
Численост и дял на етническите групи според преброяването на населението през 2011 г.:
|                     | Численост | Дял (в %) |
| Общо                | 4146      | 100,00    |
| Българи             | 2977      | 71,80     |
| Турци               | 2         | 0,05      |
| Цигани              | 656       | 15,82     |
| Други               | 2         | 0,05      |
| Не се самоопределят | 14        | 0,34      |
| Неотговорили        | 495       | 11,94     |

### Населени места
Общината има 52 населени места с общо население от 3502 жители към 7 септември 2021 г.
| Населено място | Население (2021 г.) | Площ на землището km2 | Забележка (старо име) | Населено място | Население (2021 г.) | Площ на землището km2 | Забележка (старо име)           |
| -------------- | ------------------- | --------------------- | --------------------- | -------------- | ------------------- | --------------------- | ------------------------------- |
| Банкя          | 4                   | 5,651                 |                       | Лева река      | 25                  | 14,193                |                                 |
| Берайнци       | 16                  | 2,416                 | Бераинци              | Лешниковци     | 24                  | 6,047                 |                                 |
| Богойна        | 2                   | 3,443                 |                       | Ломница        | 29                  | 15,948                |                                 |
| Бохова         | 21                  | 10,124                |                       | Лялинци        | 20                  | 14,358                |                                 |
| Бусинци        | 29                  | 10,335                |                       | Милкьовци      | 14                  | 11,190                |                                 |
| Бутроинци      | 7                   | 13,257                |                       | Милославци     | 20                  | 10,171                |                                 |
| Велиново       | 23                  | 14,732                | Мисловщица            | Мракетинци     | 13                  | 3,489                 | Мракьотинци                     |
| Видрар         | 8                   | 10,312                |                       | Мрамор         | 19                  | 8,462                 |                                 |
| Врабча         | 22                  | 12,903                |                       | Насалевци      | 15                  | 7,116                 |                                 |
| Вукан          | 13                  | 8,133                 |                       | Неделково      | 46                  | 11,166                | Баба                            |
| Главановци     | 63                  | 5,359                 |                       | Парамун        | 28                  | 14,821                |                                 |
| Глоговица      | 72                  | 13,770                |                       | Пенкьовци      | 17                  | 24,410                |                                 |
| Горна Мелна    | 8                   | 16,877                |                       | Проданча       | 5                   | 4,952                 |                                 |
| Горочевци      | 17                  | 13,538                |                       | Радово         | 21                  | 4,654                 |                                 |
| Джинчовци      | 33                  | 3,196                 |                       | Рани луг       | 16                  | 7,516                 | Рани лук                        |
| Докьовци       | 6                   | 12,288                |                       | Реяновци       | 8                   | 3,650                 |                                 |
| Долна Мелна    | 9                   | 24,810                |                       | Слишовци       | 22                  | 8,473                 |                                 |
| Дълга лука     | 8                   | 10,622                |                       | Стайчовци      | 12                  | 16,412                |                                 |
| Ездимирци      | 24                  | 9,951                 |                       | Стрезимировци  | 9                   | 3,499                 |                                 |
| Еловица        | 24                  | 9,779                 | Яловица               | Студен извор   | 11                  | 3,334                 | Извор                           |
| Ерул           | 34                  | 14,460                |                       | Трън           | 2190                | 21,582                |                                 |
| Забел          | 27                  | 14,101                |                       | Туроковци      | 92                  | 15,467                | Туряковци                       |
| Зелениград     | 79                  | 18,968                |                       | Филиповци      | 192                 | 18,480                |                                 |
| Кожинци        | 34                  | 12,727                |                       | Цегриловци     | 9                   | 6,339                 |                                 |
| Костуринци     | 22                  | 11,866                |                       | Шипковица      | 3                   | 17,751                |                                 |
| Къшле          | 3                   | 6,003                 |                       | Ярловци        | 34                  | 10,359                |                                 |
|                |                     |                       |                       | ОБЩО           | 3502                | 573,460               | няма населени места без землища |

## История

### Някои исторически факти
- На територията на община Трън са открити единствените в България останки от динозаври в обект близо до сушата. През юни 2019 г. Трънското туристическо дружество заедно с Националния природонаучен музей към БАН поставят в информационния туристически център на входа на Трънското ждрело информационно табло с описание на находките.[4]
- През зимата на 1947 г. в Трън е измерена най-ниската температура на територията на България: -38,3 °C.
- Село Рани луг е сред най-старите селища в Знеполско. Според преданието появата на селото датира още от тракийско време, за което свидетелстват Кулата – стратегическо място над сегашното село в планината, и до нея Селището.
- В село Берайнци през 1778 г. е открито първото домашно килийно училище в Трънския край.

### Административни промени
- Указ № 199/обн. 14.05.1923 г. – признава м. Мракьотинци за с. Мракьотинци;
- Указ № 290/обн. 23.06.1950 г. – преименува с. Мисловщица на с. Велиново;

– преименува с. Баба на с. Неделково;
- Указ № 169/обн. 10.05.1960 г. – преименува с. Извор на с. Студен извор;
- Указ № 960/обн. 4 януари 1966 г. – осъвременява името на с. Бераинци на с. Берайнци;

– преименува с. Яловица на с. Еловица;
– осъвременява името на с. Мракьотинци на с. Мракетинци;
– уточнява името на с. Рани лук на с. Рани луг;
– осъвременява името на с. Туряковци на с. Туроковци;
- На основание §7 (т.3) от Закона за административно-териториалното устройство на Република България (ДВ, бр. 63/14.07.1995 г.) всички махали, колиби, гари, минни и промишлени селища придобиват статут на села.

## Култура
Периодичният печат е представен на първо място от в. „Ерма“, който излиза с прекъсвания от 1895 до 1940 година.

### Читалища
Първото читалище в Трън се основава на 22 август 1895 г. с протокол № 4 от септември 1897 г. Целта на читалището е „умствено развитие на гражданството“. Скоро развива значителна дейност, главно чрез библиотеката си, а също така и с театралната си художествена самодейност. Изгражда и своя собствена постройка.

Подобни читалища възникват и по селата:
- в Зелениград – „Съгласие“ (1923),
- в Парамун – „Изгрев“ (1924),
- в Недялкова (Баба) - „Кирил и Методий“,
- в Проданча – „Пробуда“ (1926),
- в Декьовци – „Васил Априлов“ (1926),
- в Лялинци – „Момина могила“ (1927),
- в Бусинци -„Христо Ботев“ (1927),
- в Реяновци – „Христо Ботев“ (1929),
- в Долна Врабча – „Христо Ботев“ (1929),
- в Стайчовци и Долна Мелна – „Христо Ботев“ (1929),
- в Забел – „Руй“ (1930),
- в Костуринци (1933),
- в Калотинци – „Светлина“ (1933),
- в Горчевци – „Вл. Станков“ (1935),
- в Еловица – „Н. Й. Вапцаров“ (1939),
- в Пенкьовци – „Просвета“ (1939),
- в Джинчовци – „„Лона Миланов“ (1940),
- в Бохова – Звезда“ (1940).

### Музеи
- Музей на киселото мляко – в родната къща на д-р Стамен Григоров, в село Студен извор
- Музей на бусинската керамика – до семейната къща на Петър Гигов в село Бусинци, в къщата музей, където е работел
- Градски исторически музей – в Трън[5]

## Транспорт
През общината преминават изцяло или частично 5 пътя от Републиканската пътна мрежа на България с обща дължина 120,3 км:
- последният участък от 36 km от Републикански път II-63 (от km 32,7 до km 68,7);
- началният участък от 36,2 km от Републикански път III-637 (от km 0 до km 36,2);
- последният участък от 11,3 km от Републикански път III-813 (от km 52 до km 63,3);
- целият участък от 12,3 km от Републикански път III-6301;
- началният участък от 24,5 km от Републикански път III-6372 (от km 0 до km 24,5).

## Топографска карта
- Лист от карта K-34-45. Мащаб: 1 : 100 000.
- Лист от карта K-34-46. Мащаб: 1 : 100 000.
- Лист от карта K-34-57. Мащаб: 1 : 100 000.
- Лист от карта K-34-58. Мащаб: 1 : 100 000.